# Oldeholtwolde
Oldeholtwolde (Stellingwerfs: Hooltwoolde, Fries: Aldeholtwâlde) is een dorp in de gemeente Weststellingwerf, in de Nederlandse provincie Friesland.
Het ligt iets ten noorden van Wolvega en is via de A32 te bereiken bij de afslag Ter Idzard. Het dorp bestaat uit twee kleine maar dichtbij elkaar gelegen kernen en een groot buitengebied. Zo bestaat het uit voornamelijk verspreide bewoning. Ook de kerk van Oldeholtwolde, staat met een tweetal huizen erbij buiten de twee kernen.
De oorsprong van het dorp ligt op de kruising van de oude Weerdijk met de Slingerweg. In 1320 wordt de plaats vermeld als Oldeholtwolt, in 1408 als Olde holdtwolde en in 1579 als Aldehaltwolt.

## Archeologische site
In 1980 werd in Oldeholtwolde een goed intact gebleven kamp van rendierjagers ontdekt en opgegraven. Onderzoek heeft geconstateerd dat het kamp een tijdelijk kamp was, opgezet rond 12.100 v.Chr.. Men denkt dat het kamp werd gebruikt door jagers van de Hamburgcultuur die slechts sporadisch in dit gebied kwamen. Het kampje lag in de buurt van de rivier de Tjonger. De dalen van rivieren waren tijdens het Saale-glaciaal de enige plekken waar brandhout te vinden was. Bij het kamp zijn tientallen vuurstenen gevonden en houtskool, wat dus betekent dat de bewoners vuur konden maken. Uit onderzoek bleek dat dit is gedaan met behulp van twijgjes en vuurstenen.